# بایگانی اینترنتی مارکسیست‌ها
آرشیو اینترنتی مارکسیست‌ها (MIA یا Marxists.org) یک سازمان داوطلبانه و غیرانتفاعی است که شامل آرشیوی از متن‌های نویسندگان مارکسیست (و نزدیک به آن مانند سوسیالیست، آنارشیست و ...) به زبان‌های مختلف می‌شود. این مجموعه که در سال ۱۹۹۰ بنیانگذاری شد در حال حاضر یکی از بزرگترین تولیدکنندگان متن‌های دیجیتال مارکسیستی در جهان می‌باشد.

## پیشینه

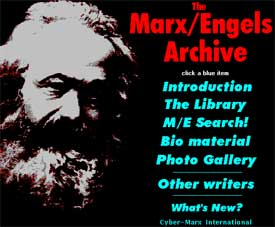
سایت MEA در سپتامبر ۱۹۹۶

آرشیو در سال ۱۹۹۰ و هنگامی شروع به کار کرد که یک کارگر - که تنها با نام اینترنتی‌اش زودیاک شناخته می‌شد - آغاز کرد به تبدیل نوشته‌های کارل مارکس و انگلس به کتاب الکترونیک. وی در سال ۱۹۹۳ تمامی کارها را روی یک وبسایت قرار داد. در مدت کوتاهی، داوطلبان دیگر به او پیوستند و آرشیو اصلی را توسعه دادند و آن را روی سرورهای خودشان میرور کردند. تا ۱۹۹۵، کپی‌های بسیاری از وبسایت روی سرورهای دانشگاهی بسیار میزبانی می‌شد.

### مدیریت
آرشیو اینترنتی مارکسیست‌ها توسط یک کمیته که بر روی مسایلی همچون بخش بندی نویسندگان، مسایل مالی با یکدیگر بحث می‌کنند، کنترل می‌شود. مدیران داوطلبانی هستند که مسوولیت بخش‌های متفاوت سایت را بر عهده دارند.

## بخشهای آرشیو
با وجودی که وبسایت، آرشیو مارکسیست‌ها خوانده می‌شود اما حاوی آثار محدوده وسیعی از متفکران است:

### نویسندگان مارکسیست منتخب
این بخش شامل آثار نویسندگان مارکسیست بسیاری است، البته از مارکس و انگلس به بعد. نویسندگان مشهور پس از کارل مارکس و فردریش انگلس عبارتند از لنین، تروتسکی، رزا لوگزامبورگ و چگوارا. تصاویر این افراد در صفحه اول سایت هم به نمایش درآمده است.
برنامه سایت این است که تمام آثار مارکسیست‌های درگذشته را در اختیار خوانندگان قرار دهد. چه در مورد مارکسیسم باشند، چه نباشند.

## آرشیوهای چندزبانی
آرشیو اینترنتی مارکسیست‌ها علاوه بر آثار انگلیسی می‌خواهد آثار مارکسیستی به زبان‌های دیگر را نیز در اختیار مراجعین قرار دهد. در نیمه ژانویه ۲۰۰۶، این سایت حاوی آثاری به ۴۵ زبان بوده. البته بعضی از زبان‌ها تنها شامل آثار معدودی از مارکس و انگلس هستند و زبان‌های معدودی توانسته‌اند ساختار کامل زبان انگلیسی را پیاده کنند.
بخشی از کتاب آندریاس مالم و شورا اسماعیلیان در سال ۲۰۰۷ که به دریافت فایل‌های بخش فارسی توسط چپگرایان ایران و مطالعه آن‌ها اشاره می‌کند، نشان دهنده ارزش این تلاش جهانی است.

## حملات بازداری از سرویس دسامبر ۲۰۰۷
در اوایل نوامبر ۲۰۰۶، آرشیو اینترنتی مارکسیست‌ها با چندین حمله شدید بازداری از سرویس روبرو شد که تلاش می‌کردند با سوء استفاده از یک تنظیم اشتباه در سیستم‌عامل سرویس دهنده این سایت، آن را از کار بازدارند. در ژانویه ۲۰۰۷، حملات موفق شدند بخش بزرگی از سایت را از سرویس خارج کنند. این واقعیت که اکثر حملات از سوی آی پی های چینی می‌آمدند، این شبهه را به وجود آورد که کل حملات توسط دولت چین پایه ریزی شده باشد. شدت حملات و مشکلات سرویس‌دهنده‌ها باعث شد که آرشیو اینترنتی مارکسیست‌ها در فوریه و مارس ۲۰۰۷، برای چند هفته بسته شود.

## پیوند بیرون
- http://www.marxists.org (خود سایت)
  - MIA Mirrors (Other sites going into Marxists.org)
- Marxists Internet Archive Publications
- Interview with volunteers of the Marxists Internet Archive, International Socialism journal no.105 (Jan. 2005)
- Research Note on the Archive Capital and Class journal no.89
- Review from "WorldHistorySources“, Mills Kelly, 2003 - Center for History and New Media, George Mason University, Fairfax County (USA)